# Ivan Kaye
Ivan Blakeley Kaye (1 de julio de 1961) es un actor inglés. Es conocido por sus papeles del Dr. Johnathon Leroy en EastEnders, Bryan en The Green Green Grass, el duque de Milán en las tres temporadas de The Borgiasy rey Aelle en las primeras cuatro temporadas de la serie Vikingos.

## Vida personal
Además de inglés, también tiene conocimientos de francés y español. Como su nombre de pila indica, tiene ascendencia rusa. En la actualidad reside en el Reino Unido.
Apoya causas benéficas como la Hounslow Urban Farm, una granja de animales educativa localizada en Londres y del refugio de animales The Mayhew. Está a favor de la protección de los animales y el medio ambiente. También apoya la campaña "Justice for Andrew Jones", cuya meta es lograr que los asesinos del adolescente asesinado en 2003 en Liverpool sean juzgados.

## Carrera
Ivan Kaye hizo su debut en el teatro en 1980 en el Sadler's Wells Theatre (Londres) como Willie Wonka en una versión teatral de Charlie y la fábrica de chocolate. Tuvo más papeles teatrales en los 80 y 90, como en el Royal National Theatre (The Rocky Horror Show).
En 1990, comenzó su carrera en televisión con un cameo en The Paradise Club y The Bill. En 1992 tuvo el papel de Sam Sterne en el programa criminalístico Sam Saturday. Desde entonces ha hecho más de 50 papeles en televisión y, desde 2004, en películas (Layer Cake, Control).
Sus papeles recientes incluyen el de Polo Yakur en Assassination Games (2011), el duque de Milán Ludovico Sforza en The Borgias (2011-2013), Joshua Collins, padre del personaje de Johnny Depp en Sombras tenebrosas (2012), el guerro vikingo Ivar el Deshuesado en Hammer of the Gods (2013), Mick Sturrock en The Coroner (2015-2016) y el rey sajón Aelle de Northumbria en Vikingos (2013-2017).
Aparte de sus papeles como villano como el de Polo Yakur y el del inescrupuloso duque Ludovico no es sino su papel del rey Aelle - en Vikingos, el antagonista y enemigo de Ragnar Lothbrok (Travis Fimmel) - que le ha dado forma a su carrera. Su actuación en la segunda parte de la cuarta temporada de Vikingos ha sido objeto de interés debido a su papel en la muerte de Ragnar y su posterior muerte a manos de los vengativos hijos de este.
Los papeles que llevó a cabo a principio de su carrera internacional fueron el de Reuben Starkadder en la película Cold Comfort Farm (1995) y el de Adonías en la película Solomon (1997). También es conocido por sus papeles del Dr. Johnathon Leroy en 27 episodios de la telenovela EastEnders en 2003-2004 y el de Bryan en The Green Green Grass (2005-2009).
Ha participado en tres cortometrajes y prestado su voz a varios personajes en videojuegos como en Warhammer 40,000: Fire Warrior (2003) y Star Wars: The Old Republic (2011) como también ha participado como protagonista en las comedias producidas por él y Douglas McFerran. Desde octubre de 2017 a enero de 2018 volvió al teatro con el papel de Tom Kettle en The Ferryman en el Gielgud Theatre en Londres.
En abril/mayo de 2018, volvió a la televisión para el papel de Pesca en la miniserie The Woman in White. En la película For Love or Money: An Unromantic Comedy hizo del padre de la protagonista.

## Filmografía
| Título                                  | Papel                              | Año             |
| --------------------------------------- | ---------------------------------- | --------------- |
| The Paradise Club                       | Arthur Burns                       | 1990            |
| The Bill                                | Alan Wilcock/David Collier/Watkins | 1991–2010       |
| Sam Saturday                            | DI Sam Saturday                    | 1992            |
| Men of the World                        | John                               | 1994            |
| Cold Comfort Farm                       | Reuben Starkadder                  | 1995            |
| Casualty                                | Guy/Simon Webster                  | 1995–2001       |
| Bugs                                    | General Maliq                      | 1996            |
| Solomon                                 | Adonías                            | 1997            |
| Faith in the Future                     | Mark                               | 1998            |
| Microsoap                               | Roger                              | 1998–2000       |
| A Dinner of Herbs                       | Dan Bannaman                       | 2000            |
| Metropolis                              | Hector                             | 2000            |
| Sunburn                                 | Kidnapper                          | 2000            |
| The Peter Principle                     | Paulo                              | 2000            |
| The Armando Iannucci Shows              |                                    | 2000            |
| Bad Girls                               | Charlie Atkins                     | 2000–2001       |
| Dinotopia                               | Catrone                            | 2002            |
| Lenny Blue                              | DI Featherstone                    | 2002            |
| Trial & Retribution VI                  | Bob Brickman                       | 2002            |
| London's Burning                        | Jimmy Watts                        | 2002            |
| The Eustace Bros.                       | Dennis Walton                      | 2003            |
| Inside the Mind of Paul Gascoigne       | Narrador                           | 2005            |
| EastEnders                              | Dr. Jonathan Leroy                 | 2004            |
| Layer Cake                              | Freddie Hurst                      | 2004            |
| Control                                 | Norton                             | 2004            |
| Self Portrait                           | Burton                             | 2005            |
| The Green Green Grass                   | Bryan                              | 2005–2009       |
| Holby City                              | Jimmy Furnival                     | 2008            |
| Chief                                   | Chief                              | 2011            |
| Injustice                               | DS Harry Bowman                    | 2011            |
| The Borgias                             | Duque de Milán                     | 2011–2013       |
| Assassination Games                     | Polo Yakur                         | 2011            |
| Tortoise in Love                        | Sean                               | 2012            |
| Sombras tenebrosas                      | Joshua Collins                     | 2012            |
| Vikingos                                | Rey Aelle de Northumbria           | 2013–2017       |
| Hammer of the Gods                      | Ivar                               | 2013            |
| Top Hat                                 | The Gentleman                      | 2013            |
| Undercover                              | Garabed                            | 2015            |
| The Coroner                             | Mick Sturrock                      | 2015–2016       |
| The Woman in White                      | Pesca                              | 2018            |
| For Love or Money: An Unromantic Comedy | Patrick                            | 2018            |
| Cliffs of Freedom                       | Ghazi Kalif                        | 2019            |
| The King                                | Lord Henry Scrope                  | 2019            |
| Acter                                   | Ivan Kaye - Actor                  | 2020            |
| La Torre Oscura                         | Hart Thorin                        | 2020            |
| Gunpowder Milkshake                     | Yankee                             | 2021            |
| End of Term                             | Garth Stroman                      | 2021            |
| The Dead Collectors                     | Peter                              | 2021            |
| Sister Boniface Mysteries               | Ted Button                         | 2022-2023       |
| Bodas de Ifarto                         | Mr. Delaney                        | 2022            |
| Apocalypse Clown                        | The Great Alphonso                 | 2023            |
| Target Zero                             | Agent K                            | post-production |

## Teatro
West End Theatre;
- (1987) Obra. 'Serious Money'. Teatro de Wyndham. Zac Zackerman.[12][6]
- (1990) Musical. 'The Rocky Horror Show'. Teatro Piccadilly. Eddie/Dr. Scott.[12][6]
- (1993) Obra. 'On The Piste'. Teatro de Garrick. Dave.[12][6]
- (1994) Obra. 'View from the Bridge'. Strand Theatre. Marco.[12]
- (2000) Obra. 'In Flame'. Ambassadors. Matt / Frank / Fabrizio.[12][26]
- (2017-2018) Obra. The Ferryman. Gielgud Theatre. Tom Kettle.[27][6]

National Theatre;
- (1988) Obra. 'The Changeling'. National Theatre. Don Pedro.[12]
- (1988) Obra. 'The Magic Olympical Games'. National Theatre. Magus.[12]
- (1989) Obra. 'Ghetto'. National Theatre. Kruk/ Sasha Molevsky.[12][6]
- (1992) Obra. 'Fuente Ovejuna'. National Theatre. Dan Manrique.[12][6]

Otros;
- (1980) Musical. 'Charlie and the Chocolate Factory'. Sadler's Wells/Sheffield Crucible. Willy Wonka.[12]
- (1984) Obra. 'In Nomine Patris'. Edinburgh/King's Head Dad. (Fringe First)
- (1984) Crítica. 'The Floodlight's Review' Edinburgh. Varios papeles/+Escritor. (Nominado por Perrier)
- (1985) Musical. 'Sammy's Magic Garden'. Edinburgh Festival/Latchmere. Compost.
- (1986) Obra. 'Rosencrantz and Guildenstern are Dead'. Latchmere. Rey jugador.
- (1987) Pantomima. 'Cinderella'. Latchmere. Hermana fea.
- (1994) Obra. 'View from the Bridge'. Bristol Old Vic/Birmingham Rep. Marco.[12][6]
- (1996) Musical. 'Lock up your Daughters'. Chichester Festival Theatre. Ramble.[12][6]
- (1999) Obra. 'In Flame'. Bush Theatre. Matt/ Frank / Fabrizio.[12]
- (2002) Obra. 'Teeth 'n' Smiles'. Sheffield Crucible. Saraffian.